# Achery
Achery ist eine französische Gemeinde mit 586 Einwohnern (Stand 1. Januar 2022) im Département Aisne in der Region Hauts-de-France; sie gehört zum Arrondissement Laon und zum Kanton Tergnier. Die Bewohner werden Acheryens und Acheryennes genannt.

## Geografie
Die Gemeinde Achery liegt nahe der Mündung der Serre in die Oise, etwa auf halbem Weg zwischen den Städten Saint-Quentin und Laon.

## Bevölkerungsentwicklung
| Jahr                       | 1962 | 1968 | 1975 | 1982 | 1990 | 1999 | 2011 | 2021 |
| -------------------------- | ---- | ---- | ---- | ---- | ---- | ---- | ---- | ---- |
| Einwohner                  | 508  | 524  | 508  | 578  | 564  | 540  | 608  | 594  |
| Quellen: Cassini und INSEE |      |      |      |      |      |      |      |      |

## Sehenswürdigkeiten
- Kirche Saint-Martin, nach dem Ersten Weltkrieg wieder aufgebaut
- Reste zahlreicher Kasematten, Teile der Siegfriedstellung im Ersten Weltkrieg

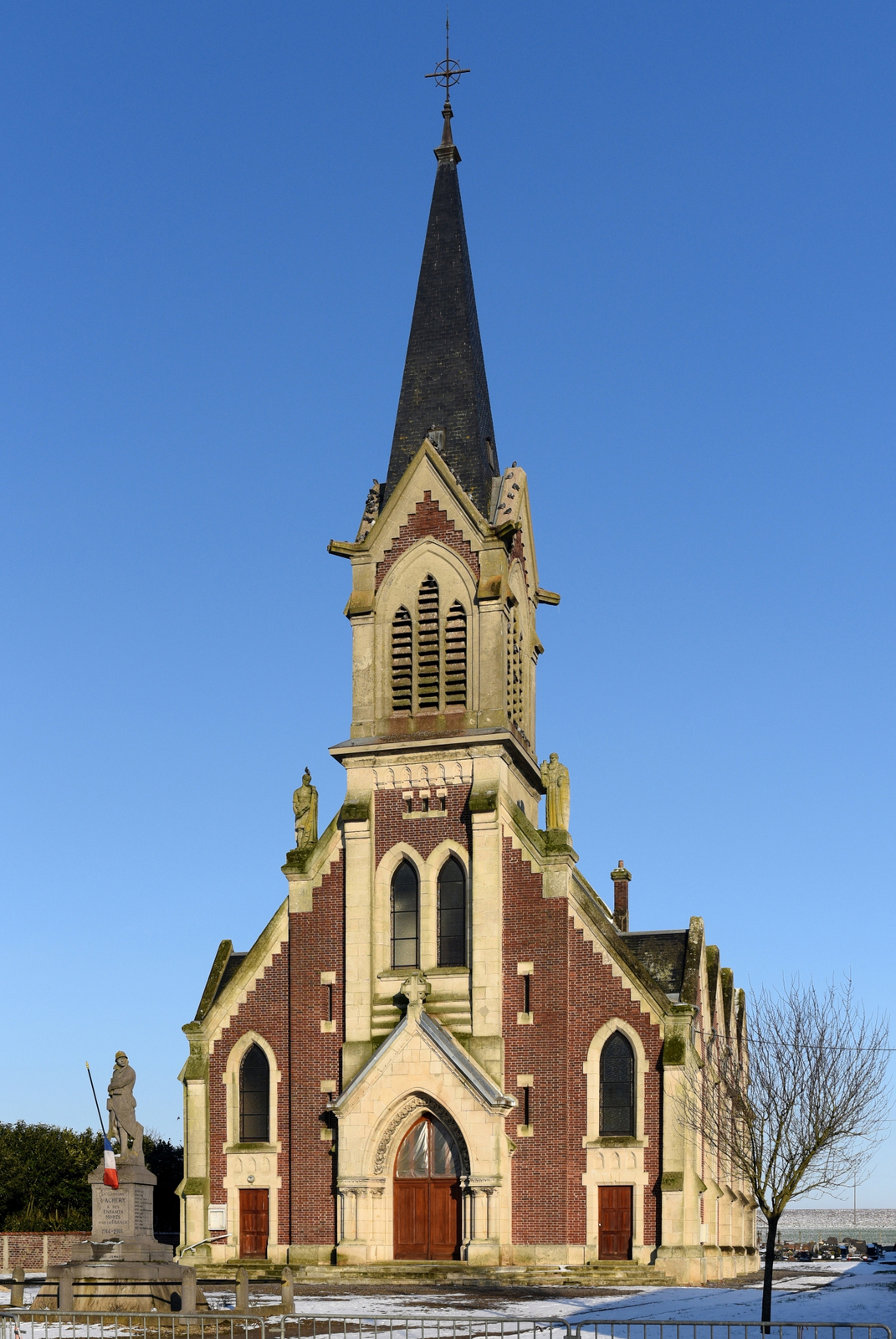
Kirche Saint-Martin
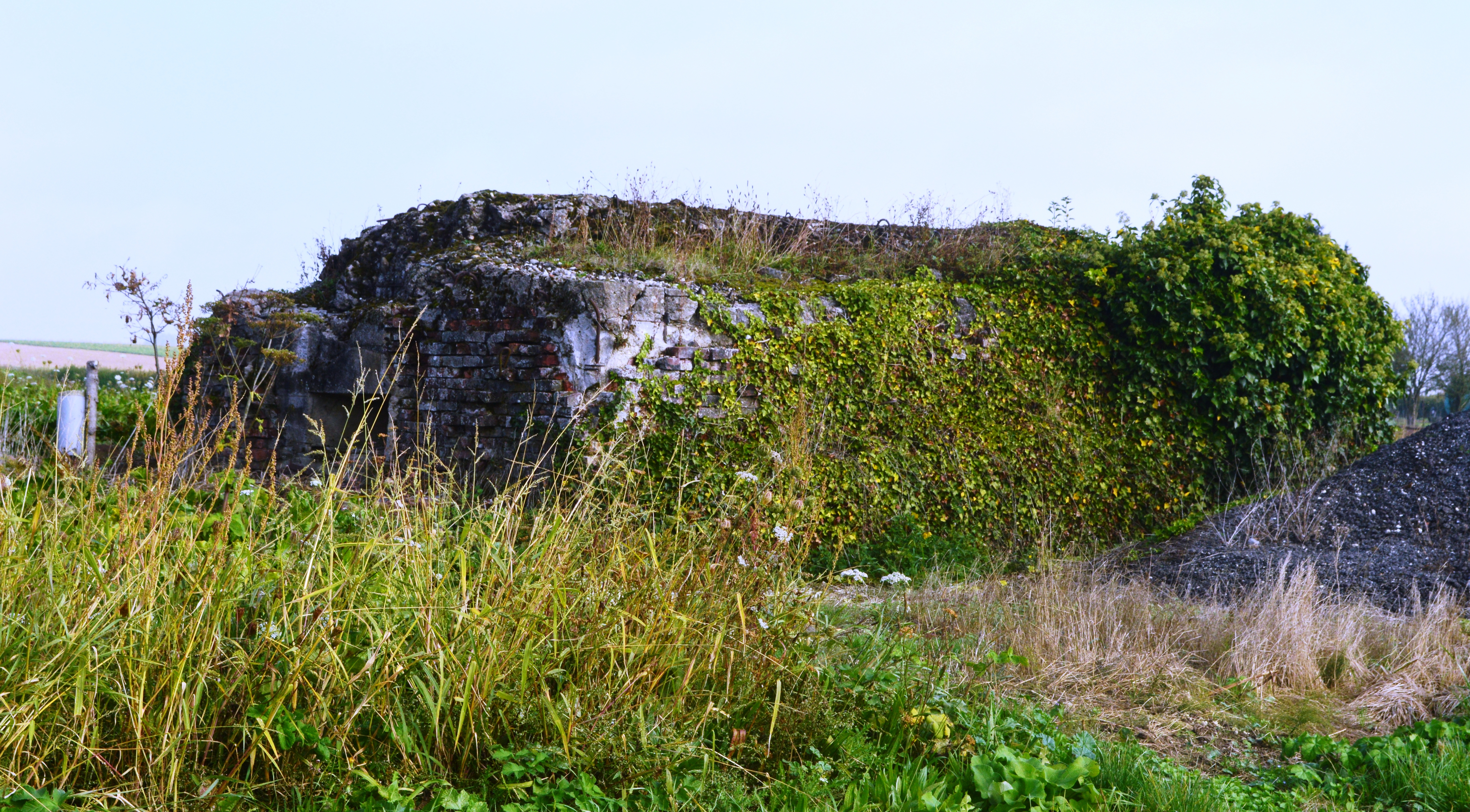
Kasematte
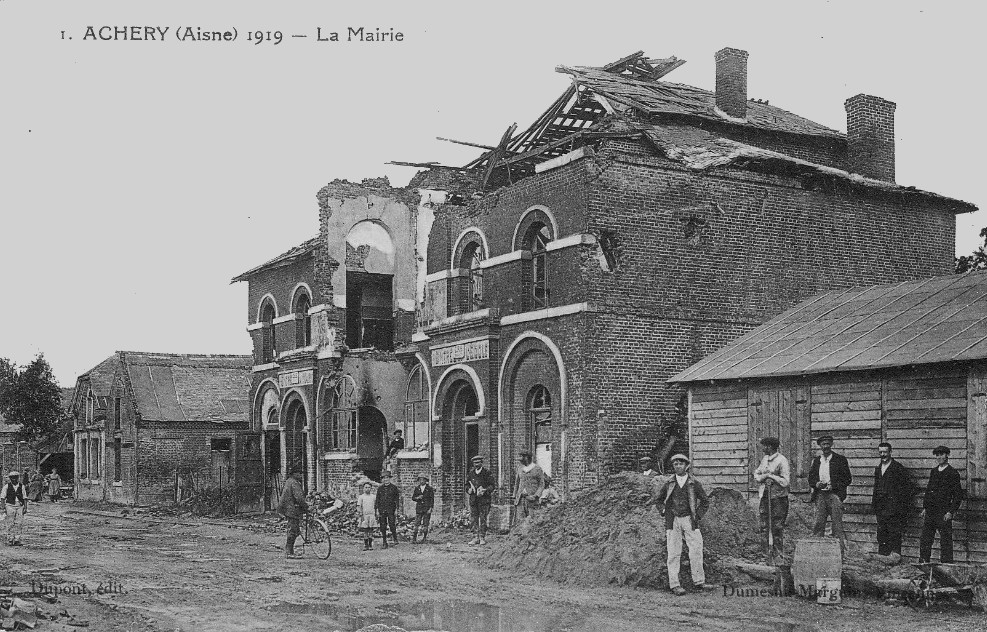
Postkarte von 1919 mit zerstörtem Bürgermeisteramt
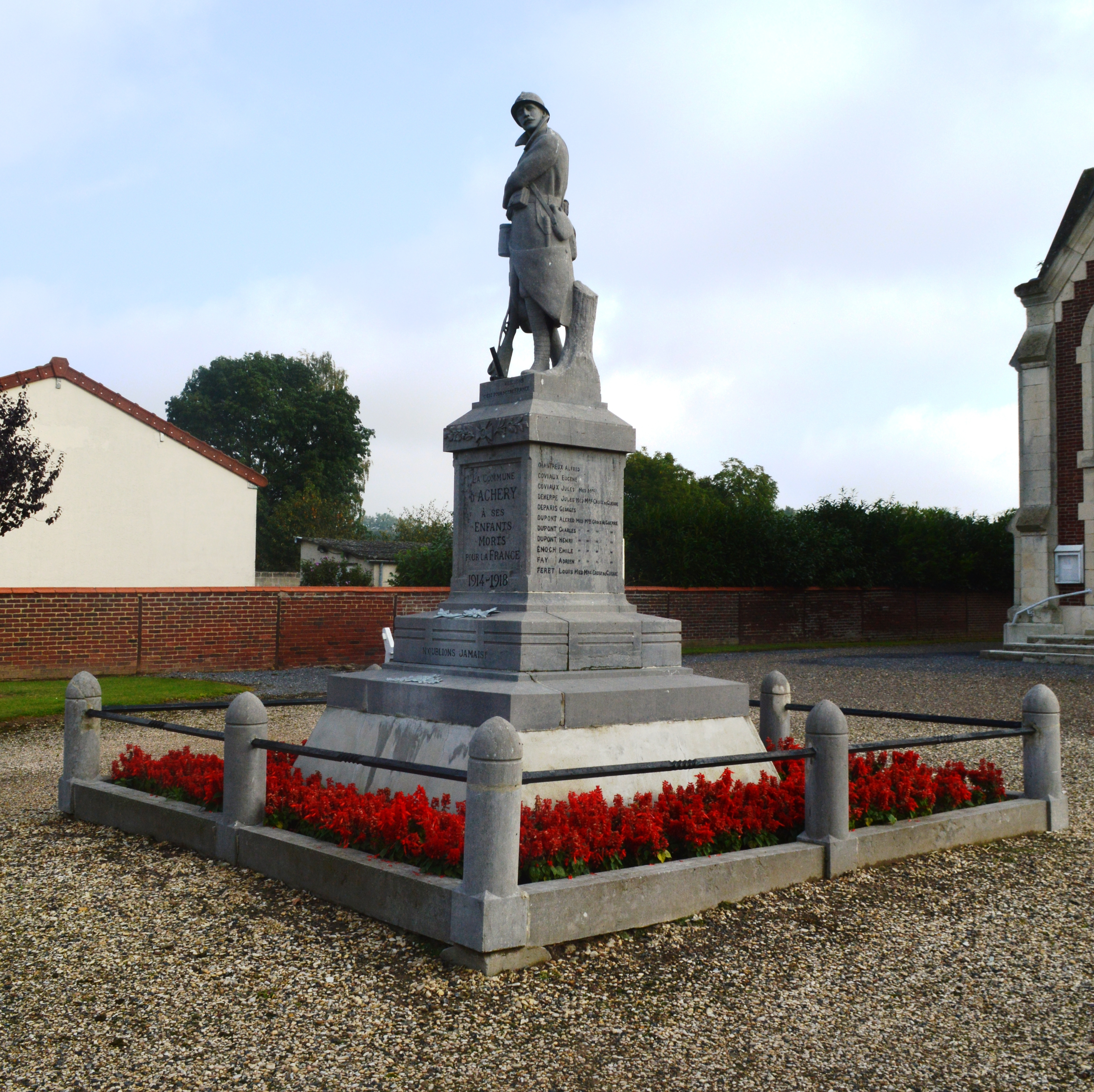
Gefallenendenkmal